# Рехіла II
Рехіла II (лат. Rechila, ісп. і порт. Requila; ?—480-ті) — король свевів (485—500).

## Біографія
Про походження замало відомостей. за однією з версій був сином короля Ґерменеріка, якого підтримували вестготи, за іншою — належав до родичів одного з померлих свевських королів.
Перебіг боротьби Рехіли II за одноосібну владу на володіннями свевів невідомий. За деякими відомостями Рехіла II помер або загинув у 484 році, утім більш певним вважається його початок панування 484 або 485 рік, яке тривало десь до 508 року. Його володіння успадкував Рехіар II.